# Racismo en los territorios palestinos
El racismo en los territorios palestinos engloba cualquier manifestación de racismo e intolerancia étnica en los territorios palestinos, en Cisjordania, la franja de Gaza y Jerusalén Este. Puede referirse tanto a las actitudes colonizadoras de los judíos hacia los palestinos como a las actitudes de los palestinos hacia los colonos judíos o hacia el proceso de ocupación acometido en su nombre.

## Antisemitismo

### Historia

#### Mandato británico de Palestina
El período del mandato británico de Palestina estuvo marcado por el aumento de las tensiones entre las comunidades, entre el sionismo, el nacionalismo palestino y el nacionalismo árabe. Los nacionalistas árabes no solo luchaban contra la dominación británica, pero también contra el plan sionista de un estado judío en la tierra de Israel, y algunos árabes participan en actos de violencia contra los judíos, especialmente durante la Rebelión árabe.
Algunos historiadores y otros observadores han interpretado esta oposición tan arraigada en el racismo, mientras que otros han argumentado que las posiciones y acciones árabes eran "de carácter político, con el objetivo de defender los intereses sociales, económicos y culturales, y políticos árabes". El Historiador Gudrun Krämer argumenta el "antisionismo es igual antijudaísmo es igual antisemitismo" interpretación "es políticamente motivado, y debe entenderse como tal." Los estudiosos de ambas posiciones coinciden en que el antisemitismo europeo y nazi apareció en el Mandato de Palestina en las formas de la falsificación antisemita: Los protocolos de los sabios de Sion (que se tradujo al árabe y se publicó en El Cairo en 1925
), y el abrazo con el antisemitismo nazi por parte del mufti de Jerusalén, Haj Amin al-Husayni. Sin embargo, los estudiosos también están en desacuerdo sobre el impacto más amplio de los elementos de antisemitismo, con Jeffrey Herf argumentando que era lo suficientemente influyente para proporcionar semillas a los movimientos islamistas más tarde, y Krämer y René Wildangel argumentando que la mayoría palestinos y los nacionalistas árabes se distanciaron de la ideología nazi. Richard Levy señala que, "obras originales de la literatura antisemita árabe no aparecieron hasta la segunda mitad del siglo XX, después de la creación del Estado de Israel y la derrota de los ejércitos árabes en 1948, 1956 y 1967."

#### Años 1920-1940

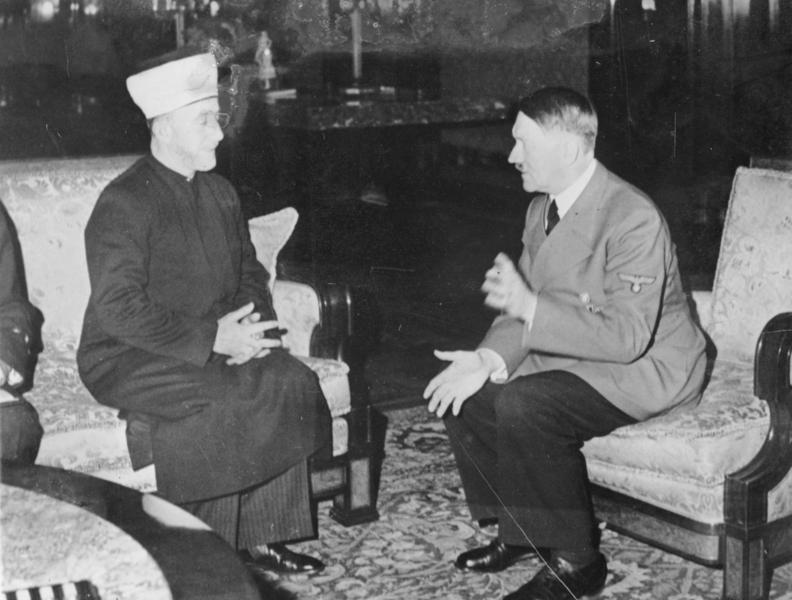
Haj Amin al-Husayni en un encuentro con Adolf Hitler en December 1iciembre de 1941

Después de que los británicos asumieron el poder en la región, Haj Amin al-Husseini fue designado como Mufti de Jerusalén por el Alto Comisionado del mandato británico Herbert Samuel.Él fue el principal líder del movimiento nacional árabe en Palestina y una personalidad muy popular en el mundo árabe durante la mayor parte de los años de dominio británico. Se reunió con Hitler y otros funcionarios nazis en varias ocasiones y trató de coordinar las políticas nazis y árabes para resolver el "problema judío" en Palestina. Debido a su papel de liderazgo en Palestina y su asociación con el líder nazi, fue referido a veces como el "führer del mundo árabe". In one of his speeches he said: "Kill the Jews wherever you find them—this pleases Allah."
Zvi Elpeleg, escribió que no hay duda de que el odio del Mufti no se limitó al sionismo, sino que se extendió a Judíos como tal. Amin, según Elpeleg, sabía el destino que esperaba a los Judíos, y él no estaba solo encantado de que Judíos fueron impedidos de emigrar a Palestina, pero se mostró muy satisfecho por Solución Final de los nazis. Benny Morris también argumenta que el Mufti era profundamente antisemita, ya que, explicó el Holocausto como debido al sabotaje Judíos a el esfuerzo de los alemanes en la Primera Guerra Mundial y [su] carácter: (...) su egoísmo, sus raíces en su creencia que son el pueblo escogido de Dios. In contrast, Idith Zertal asserts that 'in more correct proportions, [Husayni appeared] as a fanatic nationalist-religious Palestinian leader'.
En la década de 1930, los jóvenes árabes ricos, educados en Alemania y de haber presenciado el surgimiento de grupos paramilitares fascistas, comenzaron a regresar a casa con la idea de crear un Partido "Árabe Nazi". En 1935, Jamal al-Husseini estableció el "Partido Árabe Palestina", se utilizó el partido para crear la organización juevenil al "estilo fascista: "al-Futuwwa"; también llamado a veces los "Scouts nazis". La organización reclutó a niños y jóvenes, que tomaron el siguiente juramento: "La vida - mi derecho, la independencia - mi aspiración; arabismo - mi país, y no hay lugar en él para cualquier otro que nos sea árabe, en esto creo y Allah es mi testigo ". Los británicos expresaron su preocupación por la situación en Palestina, afirmando en un informe que "la creciente juventud y movimientos scouts deben considerarse los factores más probables de la perturbación de la paz."

### Negacionismo del Holocausto
De acuerdo con el informe del Congreso de Estados Unidos "Antisemitismo Contemporáneo Mundial"
"En julio de 1990, la organización afiliada a la "Organización de Liberación de Palestina" : "La Media Luna Roja Palestina", publicó un artículo en su revista Bálsamo alegando que Judíos inventaron, "La mentira de las cámaras de gas." Poco a poco, a lo largo de la década de 1990, la negación del Holocausto se convirtió en lugar común en los medios populares en el Medio Oriente, en particular en la Autoridad Palestina".
En agosto de 2003, el alto funcionario de Hamas Dr.Abdel Aziz ar-Rantisi escribió en el periódico de Hamas Al-Risala
Ya no es un secreto que los sionistas estaban detrás del asesinato nazi de muchos Judíos, y convino en que, con el fin de intimidarlos y obligarlos a emigrar a Palestina.

### Dentro de los dirigentes palestinos
En 1982, Mahmud Abás, que más tarde sería presidente de la Autoridad Palestina, escribió su tesis doctoral que más tarde se convirtió en un libro, "The Otro Lado: La relación secreta entre el nazismo y el sionismo". En el libro, Abbas expresó sus dudas de que las cámaras de gas fueron utilizados para el exterminio de los Judíos, y sugirió que el número de Judíos asesinados en el Holocausto fue "menos de un millón", afirmando los lazos secretos entre los nazis y el movimiento sionista. También afirmó que el Holocausto fue un complot sionista-nazi, escribiendo "El movimiento sionista condujo una amplia campaña de incitación contra los Judíos que viven bajo el régimen nazi, con el fin de despertar el odio de ellos del gobierno, para alimentar la venganza contra ellos, y para ampliar el exterminio masivo". En 2013, Abbas defendió su tesis doctoral sobre la relación entre los sionistas y los nazis antes de la Segunda Guerra Mundial y dijo que el "desafía a cualquiera que puede negar que el movimiento sionista tenía vínculos con los nazis antes de la Segunda Guerra Mundial".

#### Hamás
Hamás ("Movimiento de Resistencia Islámica") es la organización socio-política-yihadista, islamista palestino, que ganó una mayoría decisiva en el Parlamento palestino en 2006 y actualmente rige en Gaza.
Según académica Esther Webman, el antisemitismo no es el principio fundamental de la ideología de Hamás, a pesar de esto, la retórica antisemita es frecuente e intensa en los folletos de Hamas. Los folletos generalmente no diferencian entre Judíos y los sionistas. En otras publicaciones de Hamas y en las entrevistas con sus líderes intentos de esta diferenciación se han hecho.
La Carta Fundacional de Hamás estatua, "Nuestra lucha contra los Judíos es muy grande y muy grave". Continúa afirmando que la revolución francesa, la Revolución Rusa, el colonialismo y las dos guerras mundiales fueron creados como una conspiración sionista judía. También afirma que la masonería y los clubes Rotary International son frentes sionistas y se refiere a los Protocolos de los Sabios de Sión, un texto antisemita que pretende describir un plan para lograr la dominación global por el pueblo judío.
El legislador e imam de Hamas, el jeque Yunus al-Astal, dijo que "el sufrimiento por el fuego es el destino de los Judíos" en este mundo y el siguiente ". Concluyó "Por lo tanto estamos seguros de que el Holocausto está aún por llegar a los Judíos". Otro clérigo del Hamas, Yousif al-Zahar dijo que "Los Judíos son un pueblo en el que no se puede confiar. Ellos han sido traidores a todos los acuerdos. Vuelvan a la historia. Su destino es su desaparición".

### En los medios de comunicación y la educación
En su informe de 2009 sobre los derechos humanos en los territorios palestinos, el Departamento de Estado señaló que:

"La retórica de los grupos terroristas palestinos incluía expresiones de antisemitismo, al igual que los sermones por muchos líderes religiosos musulmanes. La mayoría de los líderes religiosos palestinos rechazaron el derecho de Israel a existir. El canal de televisión "al-Aqsa" de Hamas realiza espectáculos para niños en edad preescolar que exaltan el odio a los judíos y atentados suicidas".

En su informe de 2004 sobre el antisemitismo mundial, el Departamento de Estado de los Estados Unidos informó que

"La retórica de algunos líderes religiosos musulmanes a veces constituía una incitación a la violencia o el odio. Por ejemplo, la estación de televisión controlada por la Autoridad Palestina emitió declaraciones de líderes políticos y espirituales palestinos que se parecían a las expresiones tradicionales de antisemitismo".

#### El uso de 'Los Protocolos de los Sabios de Sion'
El gran mufti de Jerusalén Sheikh Ekrima Sa'id apareció en el canal satelital saudita "Al-Majd" el 20 de febrero de 2005 para comentar el asesinato del ex primer ministro libanés Rafiq Hariri. "Cualquiera que estudie Los Protocolos de los Sabios de Sion y específicamente el Talmud", dijo, "va a descubrir que uno de los objetivos de estos protocolos es causar confusión en el mundo y socavar la seguridad en todo el mundo ".
En 2005 se informó de que la Autoridad Palestina se estaba refiriendo a los "Protocolos" en un libro de texto para los estudiantes de décimo grado. Después de exposición a los medios, la Autoridad Palestina publicó una edición revisada del libro de texto que no incluye referencias a los "Protocolos".